# Våbenstilstanden i Altmark 1629

Våbenstilstanden i Altmark blev sluttet den 16. (26) september 1629 mellem Sverige og Den polsk-litauiske realunion. Den sluttedes for 6 år og udgjorde begyndelsen til et længere ophold i den konflikt mellem landene, som var begyndt i 1561.

## Baggrund
Sverige havde under Erik 14. påbegyndt en ekspansion i Estland år 1561. Under årene fra 1563 til 1568 foregik første polske krig og krisen mellem landene blev akut ved krigen mod Sigismund 1598 – 1599 og afsættelsen af Sigismund som svensk regent. Sigismund afsagde sig dog ikke kravet på den svenske krone. Den anden polske krig indledtes år 1600 og kom til at pågå frem til 1629. Under denne sluttedes en række våbenstilstandsaftaler. I juli 1621 ophævede Gustav 2. Adolf våbenstilstanden fra 1618 og en armé om 14.000 mand gik i land i Livland, hvorefter Riga erobredes. Forhandlinger ledte til at en ny stilstand sluttedes i november 1622, hvilken efter forlængning, kom til at gælde til begyndelsen af 1625. I juni samme år afsejlede en ny svensk armé under den svenske konges ledelse og hele Livland erobredes og armén rykkede ind i Kurland og Litauen. I juni 1626 ilandsteg svenskerne i Pillau. I maj 1627 afsejlede Gustav 2. Adolf mod Polen og et fremgangsrigt felttog skete under sommeren. Efter vinteren blussede krigen atter op året derpå. Parallelt med stridighederne skete forhandlinger, hvilke dog ikke ledte til noget udfald.

## Forhandlinger
I februar 1629 havde svenskerne besejret polakkerne i et slag ved Gurzno. Til trods for, at Polen fik hjælp fra den tysk-romerske kejser, vendte krigslykken sig ikke til deres gunst. Sverige havde tidligere været rede til at afstå alt erobret polsk land under forudsætning af, at kong Sigismund afsagde sig alle krav på den svenske krone. En betydelig erstatning for krigsomkostningerne skulle forlanges. Den tysk-romerske indblanding i krigen medførte dog, at svenskerne ændrede holdning men hensyn til at beholde de erobrede havne og derfor kun var rede til at indgå en våbenhvile.
Frankrig havde interesse i at Sveriges armé anvendtes mod den tysk-romerske kejser i 30-årskrigen i stedet for i den polske konflikt og sendte en af sine dygtigste diplomater, Hercule de Charnacé, for at formidle og forhandlinger indledtes den 30. juli 1629. Den svenske forhandlingsdelegation udgjordes af Axel Oxenstierna, Herman Wrangel og Johan Banér. Polens delegation bestod af fem personer under ledelse af kansleren Jakob Zadzik. Forhandlingerne brød sammen, men polakkerne lagde et nyt bud, som bearbejdedes videre. Kurfursten af Brandenburg sendte en delegation for at formidle, da hans lande led svært under krigshandlingerne. De sværeste dele i forhandlingerne udgjordes af Marienburg og Danziger Haupt, som svenskerne nægtede at frigive, da de var strategisk vigtige. Brandenburg kom med et forslag om at de to steder skulle overdrages til Brandenburg i bytte mod Fischhausen, Lochstädt og Memel som pant. Forslaget var en fordel for begge parter og blev lagt til grund for fortsatte forhandlinger. Den 18. august indtrådte englænderen Thomas Roe som ny fredsmægler.
De polske og svenske forhandlingsdelegationer mødtes den 13. september på det åbne land ved byen Altmark, øst for Stuhm. Til sidst stod alene problemet med den katolske kirke i Braunsberg uløst. Gustav 2. Adolf ville ikke tillade katolikkerne at udøve sin religion i staden, men efter at kongen havde forladt forhandlingerne, tog Axel Oxenstierna initiativet og accepterede den katolske kirke der. Våbenhvileaftalen undertegnedes om aftenen den 16. september.

## Betingelser
- Våbenhvile skulle råde i 6 år
- Sverige tilbagegav de erobrede stæder Strasburg, Dirschau, Wormditt, Mehlsack og Frauenburg til Polen
- Sverige skulle beholde erobringerne i Livland under våbenstilstandstiden
- Kurland tilbagegaves til dets hertug
- Sverige skulle beholde stæderne Elbing, Braunsberg og Pillau under våbenstilstandstiden
- Sverige fik ret til at opkræve told fra de angivne områder
- Sverige overdrog de erobrede stæder Marienburg, Stuhm, og Danziger Haupt til Brandenburgs kurfyrste
- i bytte herfor overdrog Brandenburg Fischhausen, Lochstädt, Memel og visse kystområder til Sverige
- Fri handel mellem de to landes befolkninger skulle råde

Ved konventionen i Fischhausen den 6. november 1629 detailreguleredes aftalen med Brandenburg. Våbenstilstandsaftalen i Altmark blev efterfulgt af våbenhvilen i Stuhmsdorf.